# Mongolvråk
Mongolvråk (Buteo hemilasius) är en asiatisk fågel i familjen hökar inom ordningen hökfåglar. Den är världens största Buteo-vråk. IUCN kategoriserar beståndet som livskraftigt.

## Utseende
Mongolvråken är världens största Buteo-vråk sett till kroppslängd (57–71 cm) och vingbredd (143–161 cm), men är ungefär lika tung som amerikanska kungsvråken. Den är större, mer långstjärtad och mer långvingad än arterna i ormvråkskomplexet och ter sig mer örnlik. I glidflykt håller den även vingarna lyfta i ett djupare V. Tarserna är helt eller åtminstone till tre fjärdedelar befjädrade i brunt, medan de hos både arterna i ormvråkskomplexet och örnvråk är endast befjädrade till hälften eller mindre. 
Det finns både en ljus och en mörk morf. Hos den ljusa är huvud, nacke och undersida svagt tecknat vitaktiga med stora bruna fläckar oregelbundet på övre delen av bröstet och buken. Flanken och buksidorna är mörka. Stjärten har grå mitt och mörka sidor, med ett mörkt ändband och kraftigare band innanför det. Hos den mörka morfen är ovansida, nedre delen av kroppen samt vingtäckare helt mörka, med liknande mönster på vingpennorna som den ljusa morfen.

## Läten
Enda noterade lätena från mongolvråken är ett nasalt utdraget jamande, likt ormvråkens.

## Utbredning och systematik
Mongolvråken förekommer på öppna stäpper och bergssluttningar i östra Asien. Ett gammalt fynd föreligger från Iran, 30 november 1900. Arten behandlas som monotypisk, det vill säga att den inte delas in i några underarter.

## Levnadssätt
Fågeln förekommer sommartid i öppna bergsbelägna gräsområden och jordbruksmarker, vintertid på lägre nivåer. Den jagar från luften, ofta ryttlande, men även från marken efter små däggdjur, fåglar och insekter. Fågeln häckar mellan april och augusti. Den bygger sitt kvistbo på en klippavsats.

## Status och hot
Arten har ett stort utbredningsområde och en population med stabil utveckling och tros inte vara utsatt för något substantiellt hot. Utifrån dessa kriterier kategoriserar internationella naturvårdsunionen IUCN arten som livskraftig (LC). Beståndet tros växla utefter tillgången på sork.

## Namn
Mongolvråkens vetenskapliga artnamn hemilasius betyder "behårad till hälften", syftande på behåringen för fåglarnas tarser.

## Bildgalleri

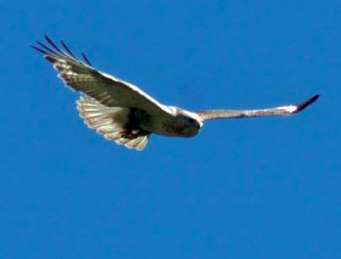
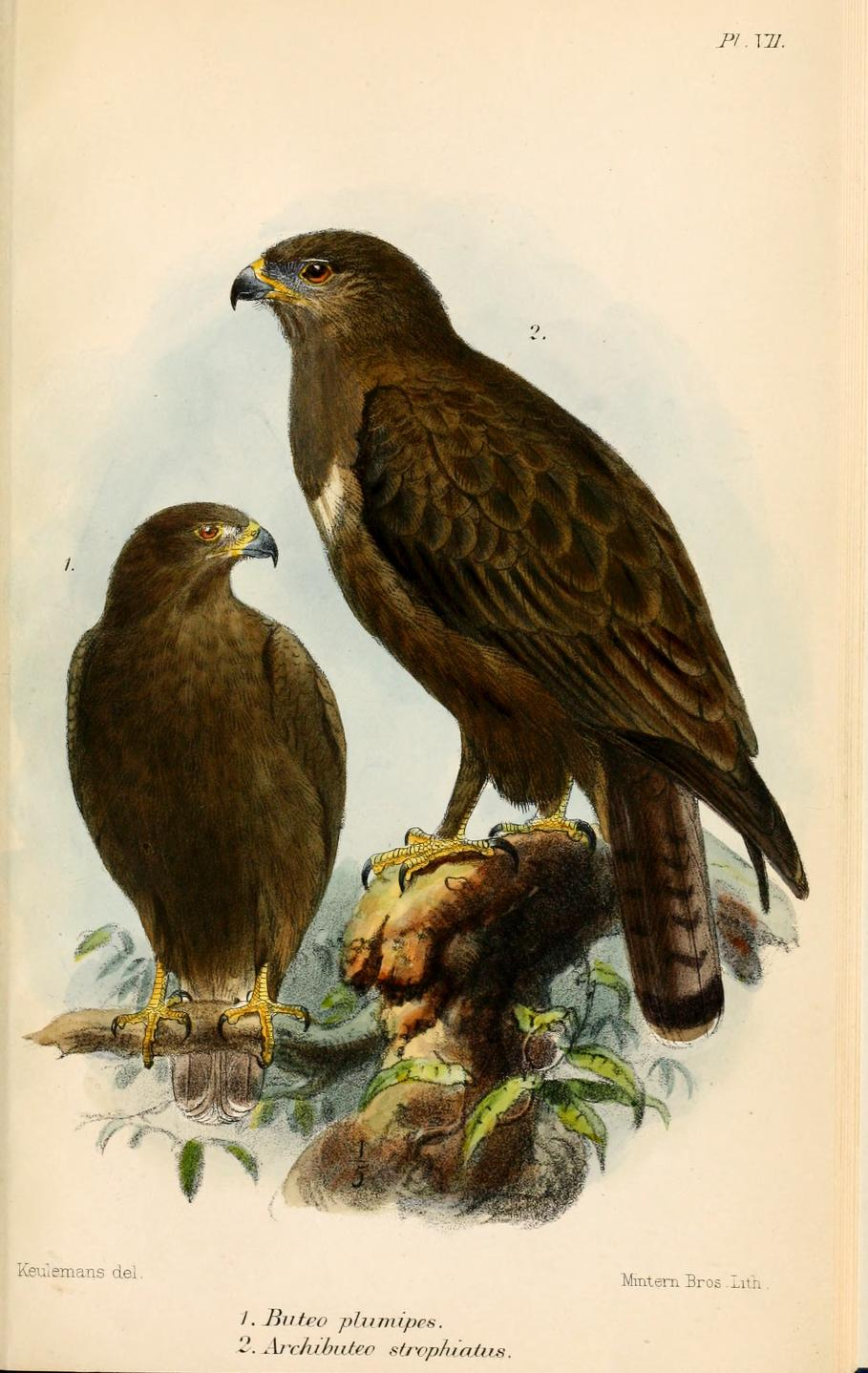
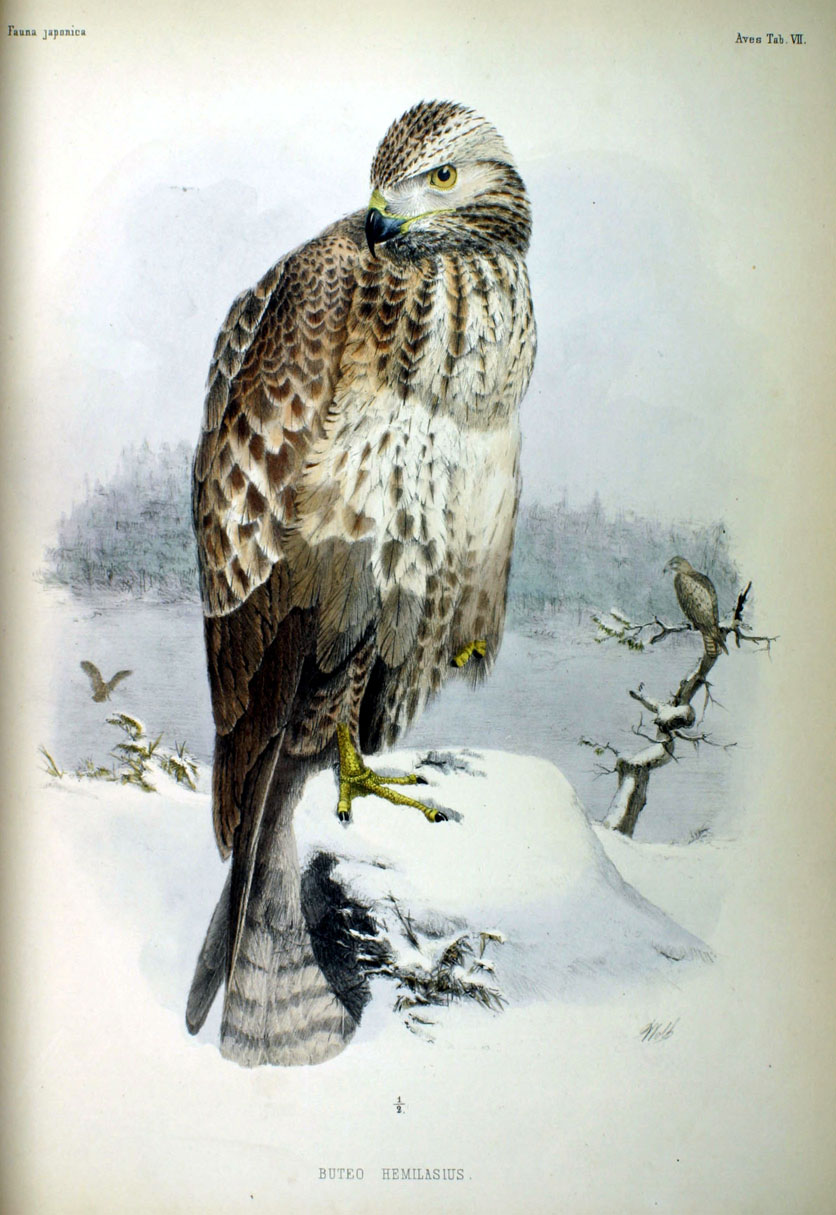
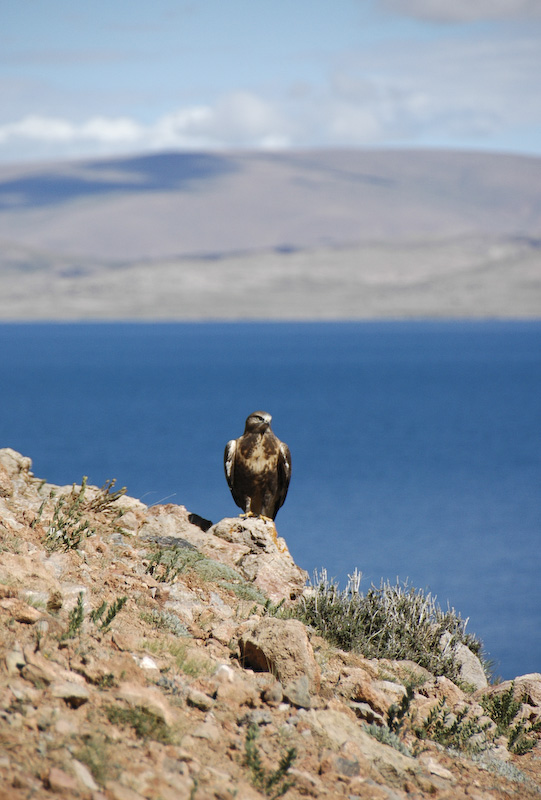